# Suzanne Berne
Suzanne Berne (ur. 17 stycznia 1961 w Waszyngtonie) – amerykańska pisarka, nauczycielka akademicka.
Ukończyła studia licencjackie na Wesleyan University i magisterskie na University of Iowa. Otrzymała m.in. nagrodę Orange Prize (za powieść A Crime in the Neighborhood).
Jest mężatką i ma dwie córki. Mieszka w Newton w stanie Massachusetts.

## Dzieła

### Powieści
- A Crime in the Neighborhood (1997)
- A Perfect Arrangement (2001)
- The Ghost at the Table (2006)

### Literatura faktu
- Missing Lucile (2010)